# 阿久根台風
阿久根台風（あくねたいふう、昭和20年台風第20号、国際名：ルイーズ/Louise）は、1945年10月10日に鹿児島県出水郡阿久根町（現在の鹿児島県阿久根市）付近に上陸して日本を縦断した台風。
規模や勢力は大きなものではなかったが、9月に大被害をもたらした枕崎台風（昭和20年台風第16号）から1ヶ月もたたないうちにほぼ同じ経路を通って通過したこと、また、台風の接近前から前線活動により雨が降り続いていたことから、九州から中部地方にかけての各地に河川の氾濫や土砂災害・浸水被害をもたらした。

## 概要
10月4日、サイパン島の東海上で発生。北西に進み、10月9日には沖縄本島の東で停滞した後、発達しながら北よりに進路を変えた。10日14時、鹿児島県阿久根付近に上陸。台風は九州を斜走し、周防灘から中国地方を通って日本海に出た。その後、能登半島付近を通って津軽海峡の西海上で消滅した。
九州や中国地方では暴風が吹き、鹿児島県枕崎では最大瞬間風速51.6m/sを記録した。西日本各地では8日から9日にかけて大雨が降り、九州から中部地方にかけての期間降水量は200～300mmになった。兵庫県では水害により特に大きな被害が出た。

## 被害状況

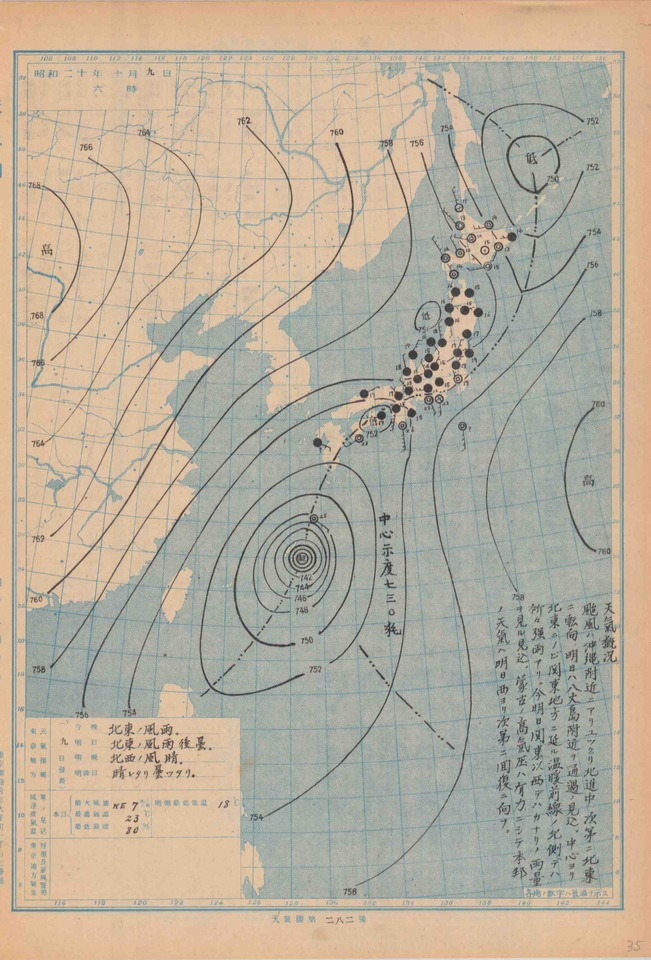
1945年10月9日の天気図（気象庁作成）

被害状況として、理科年表には以下の数字が挙げられている。
- 死者 - 377人
- 行方不明者 - 74人
- 負傷者 - 202人
- 住家損壊 - 6,181棟
- 浸水 - 174,146棟

阿久根台風の接近前から、前線の影響で雨が降り続いており、また阿久根台風通過の直前（10月1日～7日）には台風19号が遠州灘沖から三宅島付近を通過している。
枕崎台風の被害から立ち直る前に襲来したさらなる台風は、各地で河川の氾濫、橋梁の流出、土砂災害、家屋の流失や浸水被害をもたらした。被害額は当時の金額で1億8700万円。
被害が大きくなった原因には、戦争による国土の荒廃も挙げられる。戦時中に行われた山林の過剰な伐採は、山地の崩壊や河川の氾濫を招いた。海岸部では防潮林が松根油の採取などのため壊滅している場合もあった。治水事業予算は縮減され、河川改修工事は停滞していた。
台風は農産物にも深刻な被害を及ぼし、冷害による被害も相まって1945年の食糧難を一層深刻なものとさせる要因となった。

### 沖縄（米軍）の被害

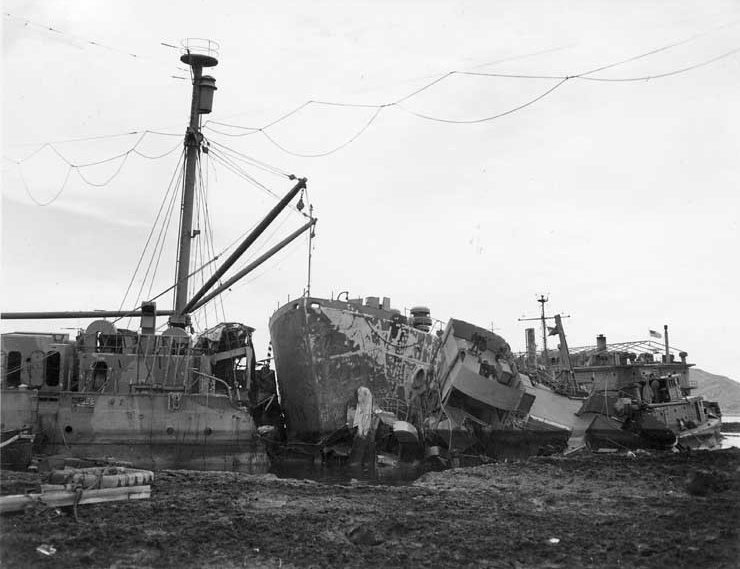
阿久根台風により破損した米軍艦船（沖縄・中城湾）

当時、沖縄県はアメリカ軍の占領下に置かれていた。アメリカ軍もこの台風を観測し（Typhoon "Louise" と呼ばれていた）、そのまま台湾方面に向かうと予想していたが、台風は沖縄に向かって急激に進路を変えた。9日16時に、アメリカ軍は968.5ヘクトパスカルの最低気圧を観測している。
進路の急変のため、中城湾（米軍はバックナー・ベイと呼んだ）に停泊していた米軍艦や舟艇は外海に避難することができず、狭い湾内で風速80ノットの風と、30〜35フィートの波にさらされた。結果、艦船12隻が沈没、222隻が座礁、32隻が大破した（上陸用舟艇107隻が座礁しており、もしも戦争が継続していた場合、オリンピック作戦に大きな影響が出る規模であった）。軍の建物（クォンセット・ハットと呼ばれるプレハブ建物など）の80%が倒壊し、海軍航空基地では航空機60機が破損した。米軍の人的被害は死者36人、行方不明47人、重傷100人であった。アメリカ軍にとっては沖縄上陸以来最悪の暴風であった。

### 鹿児島県の被害
上陸地である鹿児島県では、死者・行方不明40人を出した。兵庫県とともに特に大きな被害を受けた地域として挙げられる。

### 広島県の被害
原爆の投下を受けていた広島市内では、枕崎台風と阿久根台風により、多くの橋が流出した。

### 兵庫県の被害
兵庫県内では、200人を超える死者を出した。播磨地方はため池の多い地域であるが、これらが次々に決壊して下流域を浸水させた。
加古川水系の河川では堤防決壊6か所、橋道路災害12か所に及び、特に美嚢川流域（美嚢郡）では死者31名を出した。喜瀬川では上流部のため池長法池が決壊して氾濫流が天満大池・河原山池に流れ込み、河原山池の堤防が決壊、下流域が浸水した。明石川では本流・支流をあわせて決壊23ヶ所・橋梁流失12ヶ所。
明石郡大久保町（現在は明石市域）では約30ヵ所のため池（釜谷池群）が決壊し、大量の水が低地に浸水をもたらし、17人が死亡した（地元では「大久保大水害」の名で記憶されている）。明石署管内では死者18人・負傷者4人・行方不明11人、船舶沈没3隻の被害が出た。
神戸海洋気象台では8日に時間雨量65.6mmを記録。六甲山地では河川決壊破損87か所、道路決壊破損141か所、橋梁被害61か所の被害が出、神戸市域でも浸水が発生した。

## 関連する被害
前線活動に台風19号と阿久根台風が刺激を加えたことで、静岡県では当時7年ぶりと言われるような大雨に見舞われた。
阿久根台風接近前の10月5日、天竜川西派川が浜名郡芳川村金折（現在の浜松市中央区）において決壊、芳川村・河輪村・五島村・飯田村が浸水し、芳川村で20人の死者を出した（昭和20年10月洪水）。
天竜川決壊には台風19号の影響が大きいとされるが、続いて襲来した阿久根台風も追い打ちをかけた。天竜川流域全体では34人の死者が出た。

## 阿久根台風を題材とした作品
- 宮本百合子の小説『播州平野』[13][17]は、主人公が敗戦直後の日本を縦断・往復する物語で、終盤に広島から東京へ向かう途中の主人公は「豪雨」による鉄道寸断に遭う。この作品は、10月11日に「水害」によって鉄道が不通になった加古川・明石間の播州平野を主人公が荷馬車に乗せられて進む姿で結ばれている。